# Марангозис, Джон
Джон Марангозис (англ. John Marangozis, при рождении Иоаннис Марангозис-Иоаннидис, греч. Ιωάννης Μαραγκόζης – Ιωαννίδης; 14 октября 1929, Фермон, Греция — 10 октября 2014, Афины) — канадский исследователь в сфере химического инжиниринга, основные сферы исследований — кинетика, катализ, дизайн реакторов. В поздние годы жизни также занимался исследованием догреческого субстрата Греции, опубликовал ряд работ по критскому письму.

## Биография
Единственный сын Константиноса и Екатерины Марангозис. Изучал химический инжиниринг в Национальном техническом университете Афин (доктор инженерных наук, 1953), позднее в Торонтском университете (доктор наук, 1959).
Работал в компании «Union Carbide» в Баффало (1960—1963), затем в министерстве транспорта Греции (1963—1966), университете Луизианы (1966—1969), Национальном техническом университете Афин (1969—1984) и Университете Райерсона (Торонто, 1984—1994). Активно путешествовал между Грецией и Канадой. В Национальном техническом университете Афин основал лабораторию, которая до настоящего времени играет ведущую роль в учебных программах университета по инжинирингу.
Уйдя в отставку в 1994, опубликовал свои исследования по истории и лингвистике, материалы для которых собирал ранее. В исследованиях по Линейному А рассматривал с одинаковой вероятностью семитскую и лувийскую гипотезы. Тем не менее, его исследования подверглись критике со стороны хеттологов.
Также Марангозис занимался изучением цыганского языка, опубликовал грамматику влахского диалекта, которая также была критически встречена лингвистами.

## Избранные публикации

### Химия
- Philippopoulos C., Marangozis J., 1984. Kinetics and efficiency of solar energy storage in the photochemical isomerization of norbornadiene to quadricyclane. Ind. Eng. Chem. Prod. Res. Dev. 23(3), 458—466.
- Marangozis J., 1992. Comparison and analysis of intrinsic kinetics and effectiveness factors for the catalytic reduction of nitrogen oxide (NO) with ammonia in the presence of oxygen. Ind. Eng. Chem. Res. 31(4), 987—994.

### История и лингвистика
- Marangozis J., 2000. The Pelasgians: Myths and Reality. [s.n.], Toronto.
- Marangozis J., 2003. A Short Grammar of Hieroglyphic Luwian. Lincom Publ., Muenchen.
- Marangozis J., 2007. An Introduction to Minoan Linear A. Lincom Publ., Muenchen.